# Apparecchiature chimiche

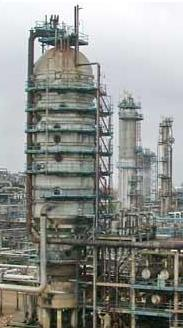
Colonna di distillazione sottovuoto

Le apparecchiature chimiche (o unità di un impianto chimico) sono le parti di cui un impianto chimico è composto, entro le quali si svolge l'Operazione unitaria (cioè operazioni chimico-fisiche che si possono ricondurre a uno scambio di calore, scambio di materia e quantità di moto) e il Processo unitario (che si riconduce a una reazione chimica).

## Classificazione delle apparecchiature chimiche
Le apparecchiature possono funzionare in continuo oppure in batch (dall'inglese, vuol dire a mucchio). Nelle operazioni in continuo l'apparecchiatura si comporta come un sistema termodinamico aperto, nel senso che riceve materia dall'esterno (alimentazione), la trasforma e la allontana (prodotto), raggiungendo durante il suo funzionamento uno stato stazionario, cioè un regime in cui il comportamento del sistema termodinamico rimane costante nel tempo. Nelle operazioni in batch, invece, l'apparecchiatura si comporta come un sistema termodinamico chiuso, senza correnti in entrata e uscita; si hanno così delle fasi di carico e scarico necessarie al riempimento e allo svuotamento dell'apparecchiatura, e spesso non viene raggiunto nessuno stato stazionario, ovvero il sistema attraversa dei periodo di regime transitorio più lunghi. Il reattore CSTR e la colonna di distillazione sono esempi di apparecchiature in continuo, mentre la filtropressa è un esempio di apparecchiatura batch.
Nel caso in cui l'apparecchiatura sia percorsa da due correnti, a seconda che i versi delle correnti siano concordi o discordi, si dirà che il funzionamento dell'apparecchiatura con scambio in equicorrente o in scambio in controcorrente. Questa distinzione è di fondamentale importanza nel calcolo della potenza di uno scambiatore di calore.
Se nell'apparecchiatura si incontrano due flussi per scambiare materia, si può distinguere tra apparecchiatura a contatto continuo (se le due correnti sono sempre in contatto tra loro) o a stadi (nel caso di un'apparecchiatura suddivisa in più moduli in serie, per esempio una colonna a piatti).
Inoltre, le apparecchiature possono essere caratterizzate sia in base al processo che ospitano (per esempio colonna di distillazione), sia in base alle caratteristiche costruttive (per esempio colonna a riempimento).
Sebbene in alcuni casi le apparecchiature operino a temperatura ambiente e a pressione atmosferica, in generale le apparecchiature di un impianto chimico possono operare a temperature e pressioni maggiori o minori di quelle relative all'ambiente. Si dirà in particolare che un'apparecchiatura opera sottovuoto se la sua pressione interna è minore di quella esterna, oppure in pressione se la pressione interna supera la pressione esterna.

## Descrizione di alcune apparecchiature chimiche

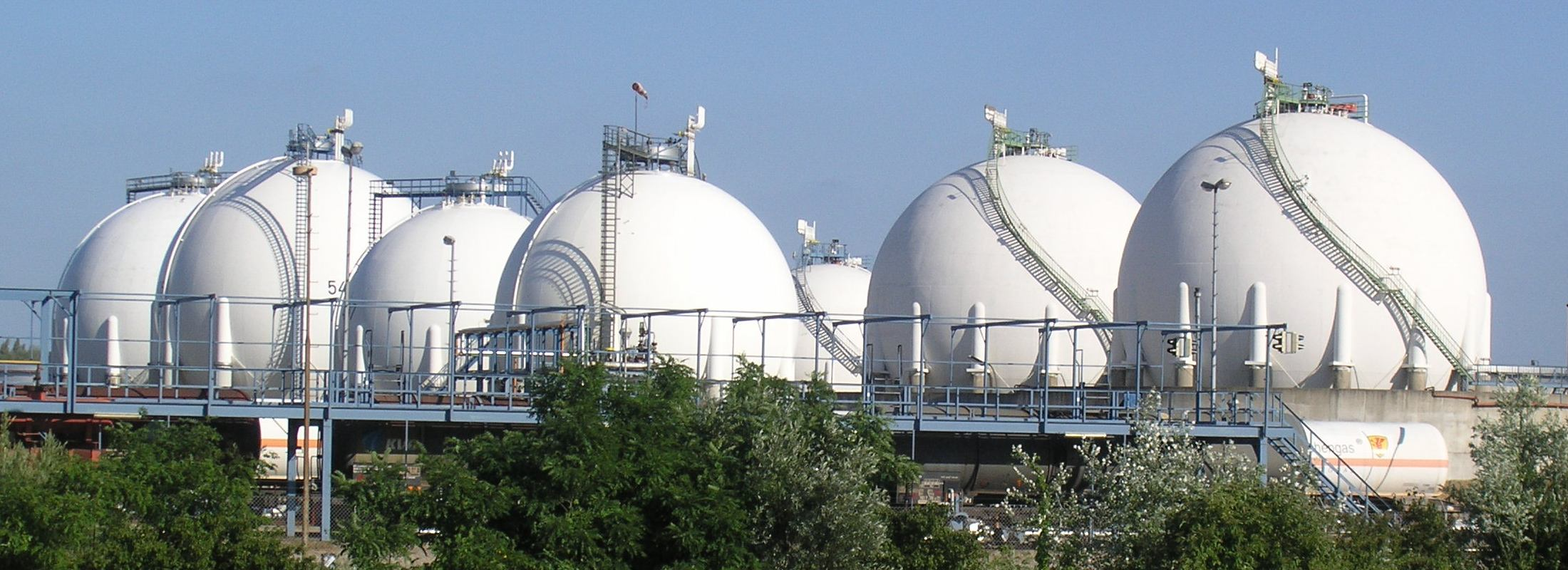
Serbatoi sferici per il contenimento di gas

Il serbatoio ha in genere forma cilindrica con le estremità (chiamate testa e coda) a calotta sferica schiacciata (precisamente torisferiche), in modo da sopportare elevati valori di pressione. Esistono anche serbatoi di forma sferica, utilizzati quando le pressioni in gioco sono elevatissime (ad esempio, per il contenimento di gas). In ambito petrolchimico si utilizzano, per i liquidi infiammabili, serbatoi a testa flottante, nei quali il "pelo libero" del liquido corrisponde sempre al tetto del serbatoio, per cui l'innesco della fiamma è scongiurato dall'assenza di gas comburenti (come l'ossigeno dell'aria).
Il reattore chimico è un'apparecchiature specializzata per convertire alcuni tipi di composti chimici in altri. Per la scelta dei reattori chimici con catalizzatore si possono adottare varie tipologie costruttive: Reattore a letto fisso, Reattore a letto mobile o Reattore a letto fluidizzato.
Nel reattore a letto fisso il catalizzatore è fisso rispetto alle pareti del reattore, mentre nel reattore a letto mobile il catalizzatore è in movimento rispetto alle pareti del reattore. Quindi se il catalizzatore è sotto forma di blocchi ancorati al reattore, il reattore è a letto fisso, mentre se il catalizzatore è sotto forma di polvere disciolta ad esempio in un liquido, il reattore è a letto mobile. A seconda di come si muove il catalizzatore, si hanno poi diverse tipologie di reattore a letto mobile, tra cui: Reattore a letto trascinato, a letto fluidizzato, ecc.
Nel reattore a letto fisso il catalizzatore solido eterogeneo è ancorato al reattore e viene attraversato dai fluidi che contengono i reagenti. Per questo tipo di reattore, spesso si rende necessaria l'operazione di rigenerazione del catalizzatore solido eterogeneo, per contrastare l'avvelenamento della superficie del catalizzatore (per esempio, ad opera di depositi superficiali di coke). La rigenerazione dei reattori a letto fisso viene svolta in sede di manutenzione o ad intervalli regolari (utilizzando un sistema di valvole). Nei reattori a letto fluidizzato, il catalizzatore e i fluidi contenenti i reagenti e i prodotti, sono mantenuti in uno stato di continua miscelazione grazie all'azione dei soli fluidi e l'operazione di rigenerazione può essere svolta in continuo.
Nella progettazione su larga scala si deve tenere conto del calore prodotto o assorbito dalle reazioni chimiche, predisponendo uno scambiatore di calore, come le serpentine di raffreddamento all'interno del reattore, o come le camicie (intercapedini sulla parete del serbatoio attraversate da un fluido di raffreddamento), o ancora, scambiatori di calore esterni al reattore, o raffreddando opportunamente sezioni del reattore con correnti di fluido fresco, cioè ancora non reagito (si parla in quest'ultimo caso di quenching).
Possono anche essere presenti unità (o sottounità) di miscelazione, separazione, riscaldamento, raffreddamento o combinazioni di esse. Alcune unità possono contenere colture di microrganismi per lo svolgimento di processi biochimici, come la fermentazione o la produzione enzimatica.

### Elenco di apparecchiature chimiche
Ecco un elenco ragionato di apparecchiature chimiche presenti in un impianto chimico:

#### Apparecchiature in base al tipo di processo
- debunilizzatore (o demister o abbattitore di nebbie o separatore di trascinamenti)
- Atomizzatore (o spray dryer)
- Centrifuga (tecnologie chimiche)
- Colonna di assorbimento
- Colonna di distillazione
- Condensatore
- Cristallizzatore
- Cromatografo
- Dissalatore
- Essiccatore
- Estrattore
- Estrusore
- Evaporatore
- Filtri
- Miscelatore
- Reattore chimico
  - Reattore batch
  - Reattore semibatch
  - Reattore chimico CSTR
  - Reattore chimico PFR
- Scambiatore di calore
- torre di lavaggio[1]
- Torre di raffreddamento
- Vasca di sedimentazione (o decantatore)

#### Apparecchiature in base alle caratteristiche costruttive
- Colonna a piatti
  - forati
  - a valvole
  - a campanelle
- Colonna a riempimento
  - a riempimento casuale
  - a riempimento strutturato
- Estrattore a lama rotante
- Estrattore centrifugo
- filtro
  - Filtro a fogli
  - Filtro a giostra
  - Filtro a maniche
  - Filtro a membrana
  - Filtro a tamburo
  - Filtropressa
- Letto fluidizzato
- Precipitatore elettrostatico
- Reattore CSTR
- Reattore PFR
- Scambiatore di calore
  - Scambiatore a fascio tubiero e mantello (in inglese shell & tube)
  - Scambiatore a piastre
- Serbatoio
  - Recipiente in pressione

#### Apparecchiature ausiliarie

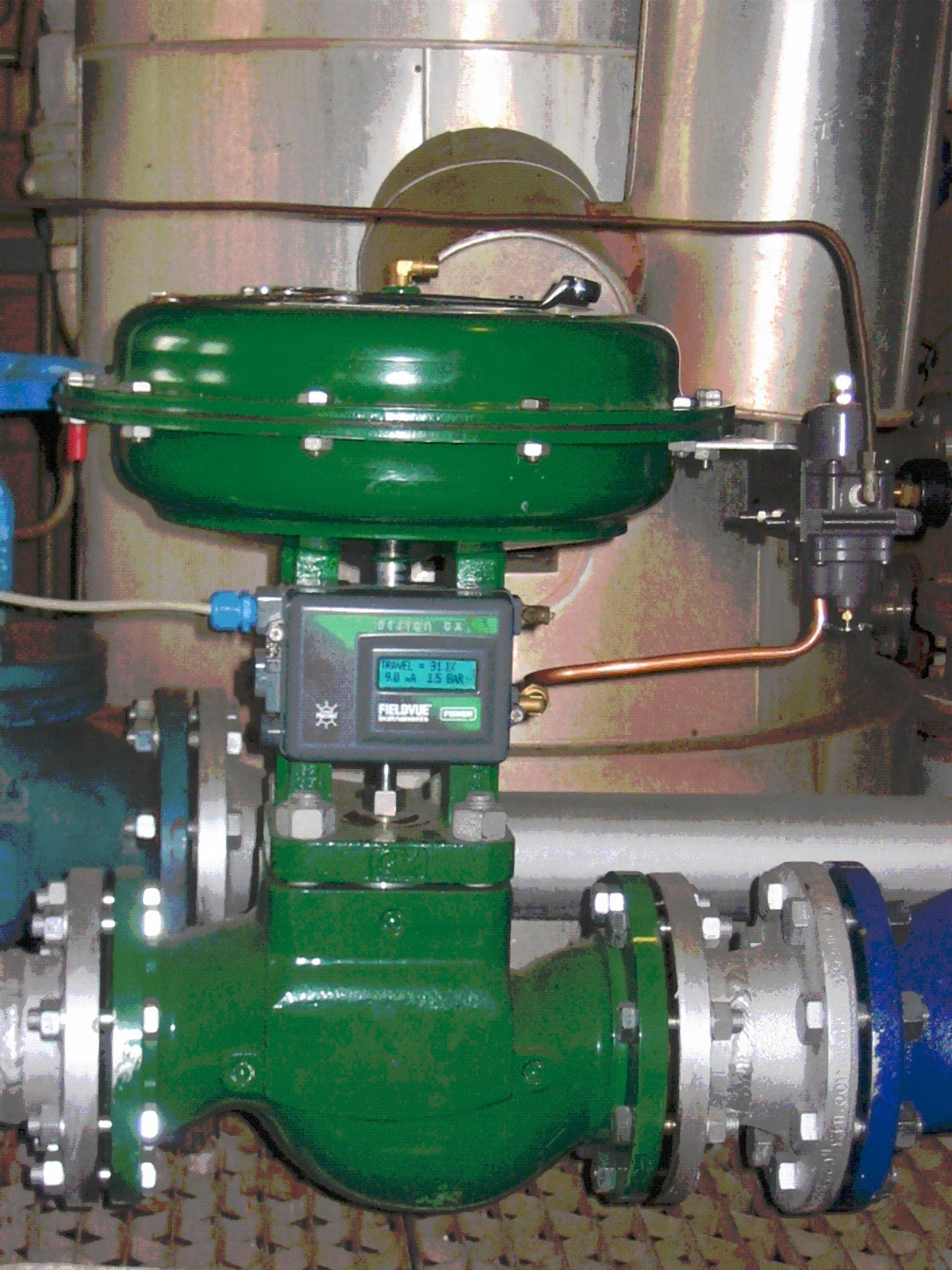
Valvola di controllo pneumatica, con controllore PI integrato

Le apparecchiature ausiliarie hanno una funzione più strettamente legata al piping che non al processo in se stesso, nel senso che in esse non si esplicano delle operazioni unitarie (a parte la movimentazione delle correnti), ma piuttosto hanno dei compiti sussidiari al processo vero e proprio, cioè: movimentazione delle correnti, controllo del processo chimico, e intercettamento dei fluidi.
Elenco di alcune apparecchiature ausiliarie:
- Pompa idraulica
- Soffiante e compressore
- Valvole
- Strumentazione di controllo
  - Misuratore
  - Sensore
  - Controllore
  - Trasduttore di segnale
  - Attuatore